# Britischer Film
Der britische Film ist ein vielfältiger und wechselhafter Teil der internationalen Filmkultur. Während in den Anfangsjahren der Filmgeschichte Filmemacher aus Großbritannien entscheidenden Einfluss auf die technische und künstlerische Entwicklung des neuen Mediums nahmen, waren die folgenden Jahrzehnte immer wieder von Identitätskrisen des Filmwesens und wirtschaftlichen Krisen der Filmwirtschaft geprägt, die von einer zu starken Abhängigkeit vom US-amerikanischen Filmmarkt herrührten.

## Überblick

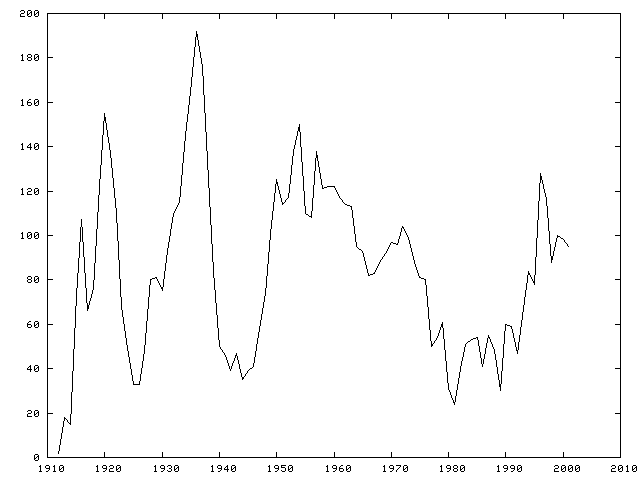
Überblick über die Anzahl der in Großbritannien produzierten Filme von 1912 bis 2001, Daten: bfi

Britische Erfinder waren schon in den späten 1880er Jahren an der Entwicklung der Filmtechnik beteiligt und trugen später in den Anfangsjahren des Kinos zur Entwicklung der künstlerischen Stilmittel des Films bei. Nach dem Ersten Weltkrieg wurden ausländische Filme in Großbritannien aber immer beliebter, was Mitte der 1920er Jahre zu einer Stagnation der britischen Filmproduktion führte. Nur durch protektionistische Maßnahmen des Staates wurde das Überleben der Filmindustrie gesichert. So war Anfang der 1930er Jahre die britische Filmlandschaft geprägt von den billig abgedrehten quota quickies, die den gesetzlich vorgeschriebenen Anteil britischer Filme in den Kinos erfüllten. Doch diese Filme führten auch zu einem gestiegenen Interesse an den nationalen Produktionen, die dann zu ambitionierteren Projekten führten. Vor allem die Filme Alfred Hitchcocks und eine Reihe aufwändiger Historienfilme wurden in den USA zu großen Erfolgen.
Der Beginn des Zweiten Weltkriegs führte zunächst zu einem Rückgang der Filmproduktionen, man konzentrierte sich anfangs auf die Herstellung von Propagandafilmen. Doch unter diesen Bedingungen entstanden einige der bedeutendsten britischen Filme; Regisseure wie Michael Powell, Laurence Olivier oder David Lean schufen ihre ersten großen Erfolge. Auch die Dokumentarfilmbewegung, die sich Anfang der 1930er Jahre unter John Grierson entwickelt hatte, erreichte während des Krieges ihren Höhepunkt. Ende der 1940er Jahre kam es aber zu einer schweren Krise, als die US-amerikanischen Verleiher sechs Monate lang den britischen Markt boykottierten. Die Filmindustrie reagierte, indem sie sich noch stärker auf den nationalen Markt konzentrierte.
Die folgenden Jahre waren geprägt von Kriegsfilmen, Kostümdramen und Komödien. Die Ealing Studios setzten Maßstäbe im Bereich der gehobenen Gesellschaftskomödie, während Mitte der 1950er Jahre weniger anspruchsvolle Komödien wie die Doktor-Filmreihe oder die Carry-On-Filme erfolgreich wurden. Eine Wiederbelebung des Horror-Filmgenres gelang mit den Hammer-Filmen. Dieser Trivialisierung der Filmkunst widersetzten sich einige junge Filmemacher, die stattdessen den sozialen Realismus in ihren Spülstein-Filmen aufzufangen versuchten. Diese British New Wave war nur von kurzer Dauer und wurde schnell von dem Phänomen des Swinging London verdrängt. Amerikanische Regisseure zogen nach Europa und Erfolge wie Lawrence von Arabien oder die James-Bond-Filme lockten amerikanische Investoren nach Großbritannien.
Die Rezession Ende der 1960er Jahre führte aber zu einem abrupten Ende des Booms. Ohne die amerikanischen Investoren war für viele Regisseure das britische Fernsehen der einzige Arbeitgeber. Von der Rezession erholte sich die britische Filmszene kurzzeitig Anfang der 1980er Jahre, als neue britische Produktionsfirmen für Überraschungserfolge sorgten. Viele dieser Filme entstanden aber nur durch amerikanische Unterstützung, weshalb Mitte der 1980er Jahre die britische Filmindustrie einen noch schlimmeren Zusammenbruch erlitt als 15 Jahre zuvor. Einzig die unabhängige Filmszene mit Künstlern wie Peter Greenaway, Derek Jarman oder Sally Potter sorgte für Achtungserfolge in diesem schwierigsten Jahrzehnt des britischen Films.
Mitte der 1990er Jahre wurde durch den Erfolg von Vier Hochzeiten und ein Todesfall die britische Filmindustrie kurzzeitig wiederbelebt. Kostümdramen wurden dank mehrerer Literaturverfilmungen wieder modern, doch hatte hierbei Hollywood erneut großen Einfluss auf die britische Filmindustrie genommen. Nach dem Ende der Thatcher-Ära entwickelte sich zwar eine öffentliche Förderung junger Filmemacher, diese führte aber nur zu wenigen Erfolgen wie Trainspotting oder Bube, Dame, König, Gras. Trotz dieser Unterstützung ist aber heutzutage der britische Film so sehr von Hollywood abhängig, dass ihn viele schon als gestorben betrachten.

## Geschichte

### Stummfilmzeit

#### Die Anfänge

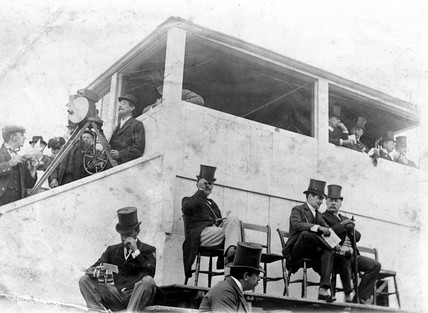
Birt Acres bei Filmaufnahmen während des Epsom Derbys 1895

Auch wenn viele die ersten Aufführungen der Brüder Lumière im Dezember 1895 als die Geburt des Kinos betrachten, begann die Entwicklung des Mediums Film schon einige Jahre vorher. Basierend auf den Experimenten Eadweard Muybridge, dem 1872 die fotografische Aufnahme von Bewegung mit Hilfe der Serienfotografie gelungen war, konstruierte 1888 der in Leeds ansässige Franzose Louis Le Prince die erste funktionsfähige Filmkamera. Unabhängig von Le Prince entwickelten William Friese-Greene und Wordsworth Donisthorpe eigene Kameras, mit denen sie 1889 und 1890 in London Straßenszenen filmten. Der entscheidende Durchbruch in der Aufnahmetechnik gelang in den Laboratorien von Thomas Alva Edison, in denen der schottische Ingenieur William K. L. Dickson den Kinetographen und das Kinetoskop entwickelte. Die ersten Filme wurden von Edison im Jahr 1893 in den USA veröffentlicht, ein Jahr später eröffnete in London am 17. Oktober 1894 der erste Salon mit Kinetoskopen.
Da Edison seine Filmkamera nicht in Großbritannien patentiert hatte, versuchten sich dort mehrere Erfinder an dem Nachbau des Kinematographen. Am erfolgreichsten waren dabei Robert William Paul und Birt Acres, die im Frühjahr 1895 ihre ersten Filmaufnahmen machten. Nachdem die Arbeiten der Brüder Lumière bekannt wurden, entwickelten Paul und Acres getrennt ihre eigenen Filmprojektoren. Acres’ erste öffentliche Vorführung mit seinem Projektor fand am 14. Januar 1896 statt, Paul folgte am 20. Februar und damit am selben Tag wie die Lumières in London.
Paul erkannte am besten das Potential der Filme als neues Unterhaltungsmedium und wurde zum erfolgreichsten britischen Filmproduzenten in den letzten Jahren des 19. Jahrhunderts. Er gründete in London das erste britische Filmstudio. Schon bald folgten weitere Studios in London, Brighton und Yorkshire. Zur Jahrhundertwende hatte sich so Großbritannien nach den Vereinigten Staaten und Frankreich zur dritten bedeutenden Filmnation entwickelt. Neben Paul waren George Albert Smith und Cecil Hepworth die wichtigsten Filmproduzenten in England.
Als Mitbegründer der „Schule von Brighton“ wurde George Albert Smith zu einem der wichtigsten Neuerer in der noch jungen Filmgeschichte. 1899 veröffentlichte er einen Film namens The Kiss in the Tunnel, der eines der frühesten Beispiele für die Montage eines Films war. Smith experimentierte mit den Möglichkeiten des Filmschnitts und veröffentlichte 1900 eine Reihe von Filmen, in denen Großaufnahmen und Point-of-View-Shots als erzählerische Mittel eingesetzt wurden. Mit den damals sehr populären Stop-Action- und Stop-Motion-Effekten gelangen so spektakuläre Filme, die eher als komische Unterhaltungsfilme anzusehen waren.
Die von den Filmpionieren konsequent weiterentwickelten Techniken ermöglichten aber auch dramatische Erzählformen. A Daring Daylight Burglary von 1903 zeigt die Verfolgung eines Einbrechers mit hohem Erzähltempo über mehrere Einstellungen. Von diesem Film wurden über 500 Kopien verkauft, davon etwa 100 in die Vereinigten Staaten. Noch erfolgreicher war 1905 der von Cecil Hepworth produzierte Film Rescued by Rover. Die Geschichte eines Hundes, der ein von einer Zigeunerin entführtes Baby rettet, war so populär, dass Hepworth den Filmdreh zweimal wiederholen musste, um genug Kopien zu produzieren, da die Originalnegative zu schnell verschlissen. Das Thema des Films wurde von vielen Filmemachern immer wieder aufgegriffen und blieb über Jahre populär.
Neben neuen erzählerischen Formen gewannen aber auch die Aktualitätenfilme an Bedeutung. Die Beisetzung von Königin Victoria im Februar 1901 und die Krönung von Edward VII. ein Jahr später waren Medienereignisse, die Filmteams aus der ganzen Welt anlockten. Einer der wichtigsten Produzenten für diese frühen Dokumentarfilme war der US-Amerikaner Charles Urban, der sich 1897 in London niederließ.

#### Stagnation

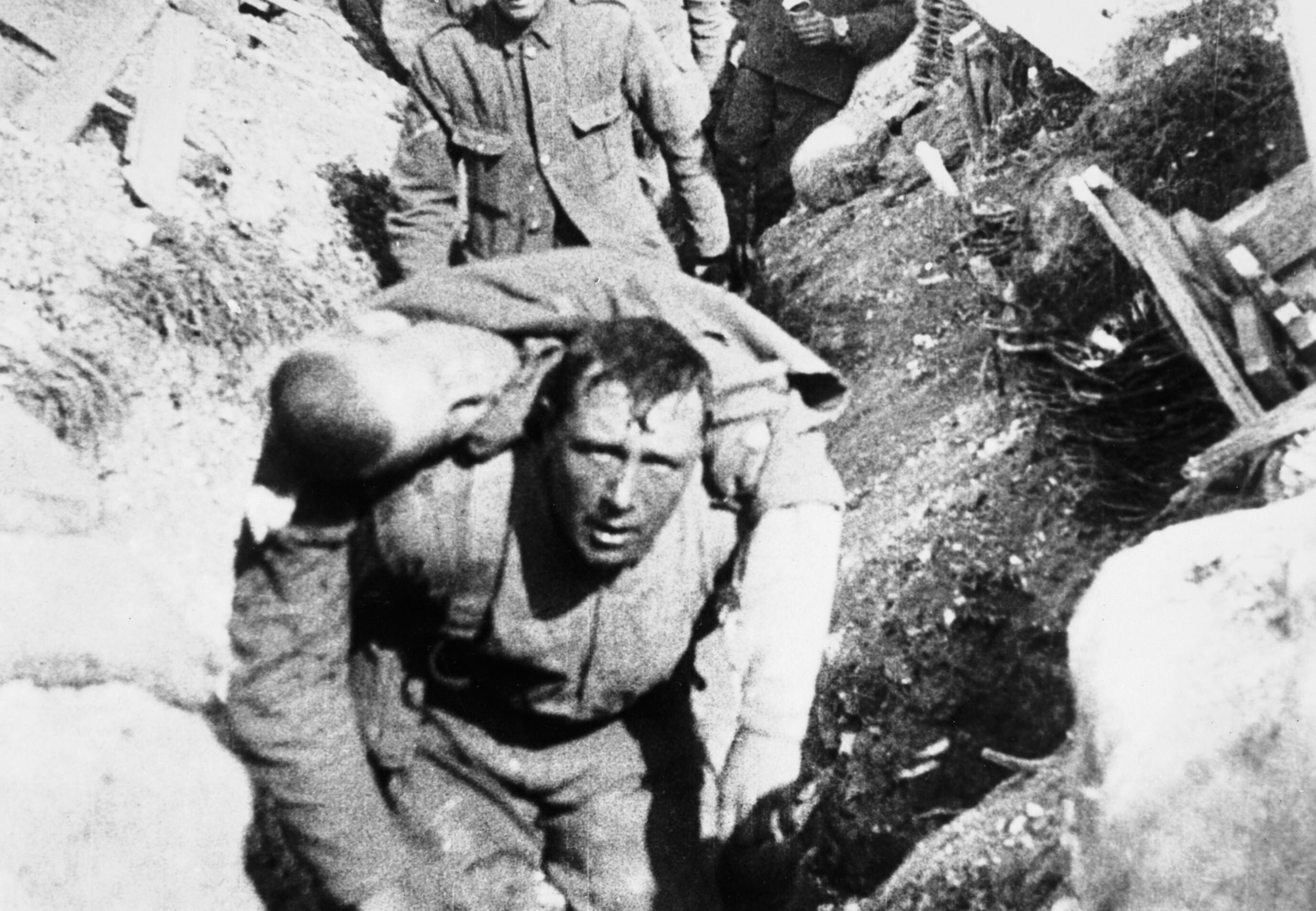
Szene aus dem Dokumentarfilm Die Schlacht an der Somme von 1916

Die frühen Erfolge zeigten, dass die britische Filmindustrie um 1905 herum international konkurrenzfähig war. Man war der Ansicht, dass „die Mehrzahl der Filme, die in den Vereinigten Staaten produziert wurden, nicht mit dem Niveau der britischen Filme mithalten konnte“. Allerdings entwickelte sich gegen Ende des Jahrzehnts der britische Film künstlerisch nicht weiter. Während in anderen Ländern komplexere Filme entstanden, blieb man in Großbritannien zu lange bei den schon etablierten Formen. Sich entwickelnde neue Filmgenres wie der Western in den USA oder die Slapstickkomödie in Frankreich wurden von britischen Filmemachern nicht adaptiert, einzig die Serienfilme (serials) mit Abenteurern wie „Lieutenant Daring“ wurden übernommen.
Mitte der 1910er Jahre hatte die britische Filmindustrie erstmals mit wirtschaftlichen Problemen zu kämpfen. Amerikanische Filme wurden in Großbritannien immer populärer, gleichzeitig wurde der heimische Film mangels neuer Talente und Ideen immer unattraktiver. 1914 waren nur noch rund 15 Prozent der in den Kinos gezeigten Filme britischen Ursprungs, viele Filmtheater hatte Exklusivverträge mit amerikanischen Verleihern abgeschlossen. Etablierte Produzenten wie Cecil Hepworth blieben dagegen in den USA auf ihren Filmen sitzen, da ihre Werke nicht mehr den Ansprüchen des Publikums entsprachen.
Auch vom schauspielerischen Niveau her war der britische Film der 1910er Jahre eher rückständig. Den vom Theater kommenden Schauspielern gelang es nicht, einen eigenen Stil für die Leinwand zu entwickeln. Anders als in den führenden Filmnationen gab es nur wenige Filmstars. Der beliebteste britische Filmschauspieler der 1910er Jahre war Charles Chaplin, der zwar in der Heimat als Theaterschauspieler erfolgreich war, aber erst in den Vereinigten Staaten für den Film entdeckt wurde. Die von Hepworth entdeckten Schauspielerinnen Chrissie White und Alma Taylor waren zwar in ihrem Heimatland beliebte Stars, doch erst Anfang der 1920er Jahre gab es mit Betty Balfour, der „britischen Mary Pickford“, einen international erfolgreichen Filmstar in Großbritannien.
Der einzige Bereich, in dem der britische Film weiterhin Erfolge aufzeigen konnte, waren die Dokumentarfilme. Seit 1910 wurden regelmäßig Wochenschauen aufgeführt. Während des Ersten Weltkriegs entstanden eine Reihe Propagandafilme. Das herausragendste Beispiel ist Die Schlacht an der Somme von 1916, der erste Dokumentarfilm in Spielfilmlänge, der die Schrecken des Krieges mit authentischen Bildern aus den Schützengräben zeigte. Der Film wurde 2005 in die Liste des Weltdokumentenerbes der UNESCO aufgenommen. Die meisten Dokumentarfilme der 1910er Jahre entstanden aber als Begleitmaterial zu Vorträgen von Forschungsreisenden. Beinahe jede Expedition wurde von einem Kameramann begleitet, am berühmtesten wohl die gescheiterte Südpolexpedition von Ernest Henry Shackleton, die durch den Film South (1919) verewigt wurde.
Aus dem Ersten Weltkrieg ging die britische Filmwirtschaft geschwächt hervor. Den Tiefpunkt erreichte die britische Filmindustrie im „schwarzen November“ 1924, als sich kein einziger Film in der Produktion befand. 1927 betrug der britische Anteil an den in den britischen Kinos gezeigten Filmen lediglich 4,85 Prozent (44 Filme), während die USA ihre nach dem Krieg gewonnene Vorherrschaft über den britischen Filmmarkt weiter ausbauen konnten, und 723 Filme (81 Prozent) in die britischen Kinos brachten. Seit diesen Jahren ist der britische Markt der wichtigste Auslandsmarkt der amerikanischen Filmindustrie. 1927 verzeichnete sie 30 Prozent ihrer Auslandsumsätze in Großbritannien.

#### Neuanfang
Die britische Regierung reagierte auf die Krise der britischen Filmwirtschaft und erließ ein Gesetz zur Förderung der Filmindustrie. Der Cinematographic Films Act von 1927 verbot Exklusivverträge britischer Kinos mit den amerikanischen Studios (das sogenannte „Blocksystem“) und führte Filmkontingente ein: Diese legten fest, dass zunächst 7,5 Prozent, später sogar 20 Prozent der gezeigten Filme in Großbritannien produziert worden sein mussten. Dies führte dazu, dass amerikanische Filmstudios in Großbritannien Filme herstellten oder finanzierten (sogenannte Quota Quickies), um dadurch mehr eigene Filme importieren zu können.
Bis 1928 stieg die Zahl der britischen Filmproduktionsgesellschaften auf 25 an, darunter elf größere. Die bedeutendste hiervon war die British International Pictures (BIP), gefolgt von den Gesellschaften des Gaumont-Verbandes und einigen neuen Gesellschaften, die jährlich mehrere Filme herstellten. Die Zahl der Filmproduktionen stieg von 33 im Jahr 1926 auf 80 im Jahr 1928. In Elstree, in der Nähe von London, entstanden neue Filmateliers. Der britische Filmtheoretiker und -produzent L’Estrange Fawcett bezeichnete 1928 „die Wiedergeburt des englischen Filmes“ als „eines der bemerkenswertesten Ereignisse auf dem Weltfilmmarkt“.
Junge Produzenten versuchten, durch Kooperationen mit dem Ausland die britische Filmindustrie zu beleben. Michael Balcon und Herbert Wilcox, die beiden wichtigsten Produzenten der späten 1920er und frühen 1930er Jahre, engagierten Hollywood-Stars für ihre Filme und strebten Partnerschaften mit ausländischen Filmgesellschaften an. Die 1924 von Balcon gegründete Gainsborough Pictures ging eine Zusammenarbeit mit der deutschen Ufa ein. So waren die ersten Regiearbeiten des von Balcon geförderten Alfred Hitchcock, die Filme Irrgarten der Leidenschaft und Der Bergadler von 1926 und 1927, deutsch-britische Koproduktionen. Erst danach drehte Hitchcock seinen ersten Film in England, den Thriller Der Mieter, der ihm den künstlerischen Durchbruch brachte.
Herbert Wilcox fand dagegen die Unterstützung amerikanischer Produzenten und gründete die British National, die 1927 in der BIP aufging. John Maxwell, der Besitzer der BIP, versuchte von Anfang an, seinen Film in den USA zu veröffentlichen (wie schon der Name der Firma andeutete), und bot Hitchcock einen lukrativen Vertrag an. Sein Film Erpressung von 1929 wurde der erste große Erfolg der BIP. Andere Filmschaffende gingen direkt in die USA, um dort die Arbeitsbedingungen kennenzulernen. Anthony Asquith verbrachte sechs Monate in Hollywood, bevor er 1927 mit Shooting Stars sein Regiedebüt bei der BIP gab.

### Frühe Tonfilmära

#### Die Entwicklung des britischen Tonfilms
| 1925 | 33  | k. A.  |
| 1930 | 75  | k. A.  |
| 1935 | 165 | 912,3  |
| 1940 | 50  | 1027,0 |

Im Oktober 1927 wurde in den Vereinigten Staaten der Film Der Jazzsänger uraufgeführt, der dem Tonfilm den Durchbruch brachte. In Großbritannien zögerte man mit der Produktion von Tonfilmen, 1929 veröffentlichte schließlich BIP als erstes Studio mit Alfred Hitchcocks Erpressung einen Film mit Tonsequenzen. Der Erfolg von Erpressung zwang auch andere Studios zur Umstellung auf den Tonfilm. British Lion produzierte 1929 mit The Clue of the New Pin den ersten Film mit durchgehender Tonspur. Gainsborough veröffentlichte erst 1930 ihre ersten talkies, die allerdings in Amerika produziert wurden, da es zu Verzögerungen bei der Ausrüstung der heimischen Studios kam. BIP nutzten den Startvorteil als erster Produzent von Tonfilmen aus und wurde zum führenden britischen Studio. Sie produzierten doppelt so viele Spielfilme wie ihr stärkster Konkurrent British-Gaumont/Gainsborough.
Die Einführung des Tonfilms sorgte dafür, dass plötzlich die Vermarktung britischer Filme in Europa erschwert wurde. Vor allem die BIP litt darunter, die in den vorigen Jahren internationale Künstler wie den deutschen Regisseur E. A. Dupont oder die osteuropäischen Schauspielerinnen Olga Tschechowa und Anny Ondra verpflichtet hatte. Während noch 1929 Stummfilme wie Duponts Piccadilly ihr Publikum im Ausland fanden, ging dieses mit den Tonfilmen nun nicht mehr. BIP reagierte mit der Produktion von mehreren Sprachfassungen für die verschiedenen Märkte. So drehte Dupont ebenfalls 1929 den Film Atlantic in drei verschiedenen Sprachen mit jeweils unterschiedlicher Besetzung. Erst durch die Möglichkeit der Nachsynchronisation wurde diese Produktionsweise wieder abgeschafft.
Der Übergang vom Stumm- zum Tonfilm verlief in keinem europäischen Land so schnell wie in Großbritannien. Während 1929 nur 22 Prozent der britischen Kinos eine Tonanlage besaßen, waren es ein Jahr später schon 63 Prozent. Die Popularität des Tonfilms sorgte außerdem für die Eröffnung vieler neuer Kinos. Waren es 1928 noch 3760 Kinos, so gab es 1930 in ganz Großbritannien bereits 5361 Kinosäle.

#### Nationales Genre-Kino der 1930er Jahre
Die Einführung des Tonfilms weckte das Interesse des britischen Publikums an den heimischen Produktionen. Das formale britische Englisch wurde zur Standardsprache in den Filmen, wodurch sie sich von den amerikanischen Filmen deutlich absetzten. Außerdem wurde es erstmals möglich, die populären Unterhaltungsformen der Music Halls adäquat auf der Leinwand umzusetzen. Als neue Genres etablierten sich Musicals, hier vor allem die Musikkomödie, sowie die Farce als eine Komödienform, die Situationskomik mit sprachlichem, teils anzüglichen Humor kombinierte.
Für die Musicals und Musikkomödien wurden hauptsächlich Künstler aus den Music Halls rekrutiert. So hatte Gracie Fields, der größte britische Musicalstar der 1930er Jahre, schon mehr als zehn Jahre Bühnenerfahrung, als sie 1931 ihren ersten Filmauftritt hatte. Alle großen britischen Studios versuchten, ihre eigenen Musicalstars zu etablieren. Herbert Wilcox inszenierte seine spätere Ehefrau Anna Neagle sowohl in Musicals als auch in dramatischen Rollen. Der Regisseur und Produzent Victor Saville drehte mit Jessie Matthews mehrere Filme für Gaumont-British, unter anderem ein Remake des deutschen Films Viktor und Viktoria. Gaumont-British produzierte besonders extravagante Musicals, wie das exotische Musicalmärchen Chu-Chin-Chow mit Anna May Wong, und ließ sogar Alfred Hitchcock mit Wiener Walzer einen Operettenfilm drehen.
Die britische Filmkomödie der 1930er Jahre führte ein Doppelleben. Während die Musicalkomödien das gehobene Publikum ansprachen, wurde die Arbeiterklasse mit eher derben Komödien unterhalten. Viele dieser Filme waren von geringer Qualität und zählten zu den berüchtigten „Quota Quickies“. Einige Filmkomiker sprachen aber alle gesellschaftlichen Schichten an, am erfolgreichsten Will Hay, der in der zweiten Hälfte der 1930er Jahre mit Filmen wie Oh, Mr. Porter den Stil der britischen Komödie prägte.
Neben der Komödie war der Kriminalfilm das zweite bevorzugte Genre der „Quota Quickies“, beide Genres zusammen machten rund zwei Drittel aller britischen B-Movies in den 1930er Jahren aus. Anders als die amerikanischen Gangsterfilme waren die britischen Detektivfilme sehr beschaulich, viele der Whodunits spielten in der gesellschaftlichen Oberschicht.
Eine völlig andere Art von Kriminalfilmen drehte Alfred Hitchcock. Auch wenn die Thriller Der Mieter und Erpressung zu seinen herausragendsten Filmen der 1920er Jahre zählten, drehte Hitchcock bis Mitte der 1930er Jahre hauptsächlich Dramen und Lustspiele. Erst als er BIP verließ und bei Gaumont-British wieder mit seinem Mentor Michael Balcon zusammenarbeitete, entwickelte er sich zu einem Thriller-Spezialisten. Der Mann, der zuviel wußte von 1934 war der erste in einer Reihe internationaler Erfolge, die Hitchcock schließlich einen Vertrag mit dem amerikanischen Produzenten David O. Selznick einbrachten. Hitchcocks bedeutendste britische Filmen waren Die 39 Stufen von 1935 und Eine Dame verschwindet von 1938.
Das einzige Filmgenre, das sich direkt durch amerikanischen Einfluss entwickelte, war das der Horrorfilme. Inspiriert durch die Dracula- und Frankenstein-Verfilmungen, produzierte Gaumont-British zwei Filme mit Boris Karloff. The Ghoul von 1933, der erste britische Film, der von den Zensurbehörden keine Jugendfreigabe erhielt, war aber ein Misserfolg. Der Mann, der sein Gehirn austauschte von 1936 war ähnlich erfolglos, weshalb in den folgenden Jahren Horrorfilme nur noch als Low-Budget-Filme produziert wurden.

#### Internationale Erfolge
Die Wiederbelebung des britischen Films sorgte für turbulente Veränderungen in der Filmindustrie. Vielen kleinen Studios fehlte das Geld für die Produktion großer Filme, so dass sie im Auftrag amerikanischer Studios die „Quota Quickies“ herstellten. Ab 1933 übernahmen die Hollywood-Studios aber durch die Gründung britischer Tochtergesellschaften immer stärker selbst diese Aufgabe. Auch wenn die „Quota Quickies“ den britischen Film in Verruf brachten, waren sie das Karrieresprungbrett für eine Reihe von Schauspielern. Spätere Hollywoodstars wie Errol Flynn, Ida Lupino oder Merle Oberon wurden in diesen Billigproduktionen entdeckt, die britische Filmindustrie wurde auf Talente wie James Mason oder John Mills aufmerksam. Auch Regisseure wie Michael Powell lernten ihr Handwerk bei diesen Filmen.

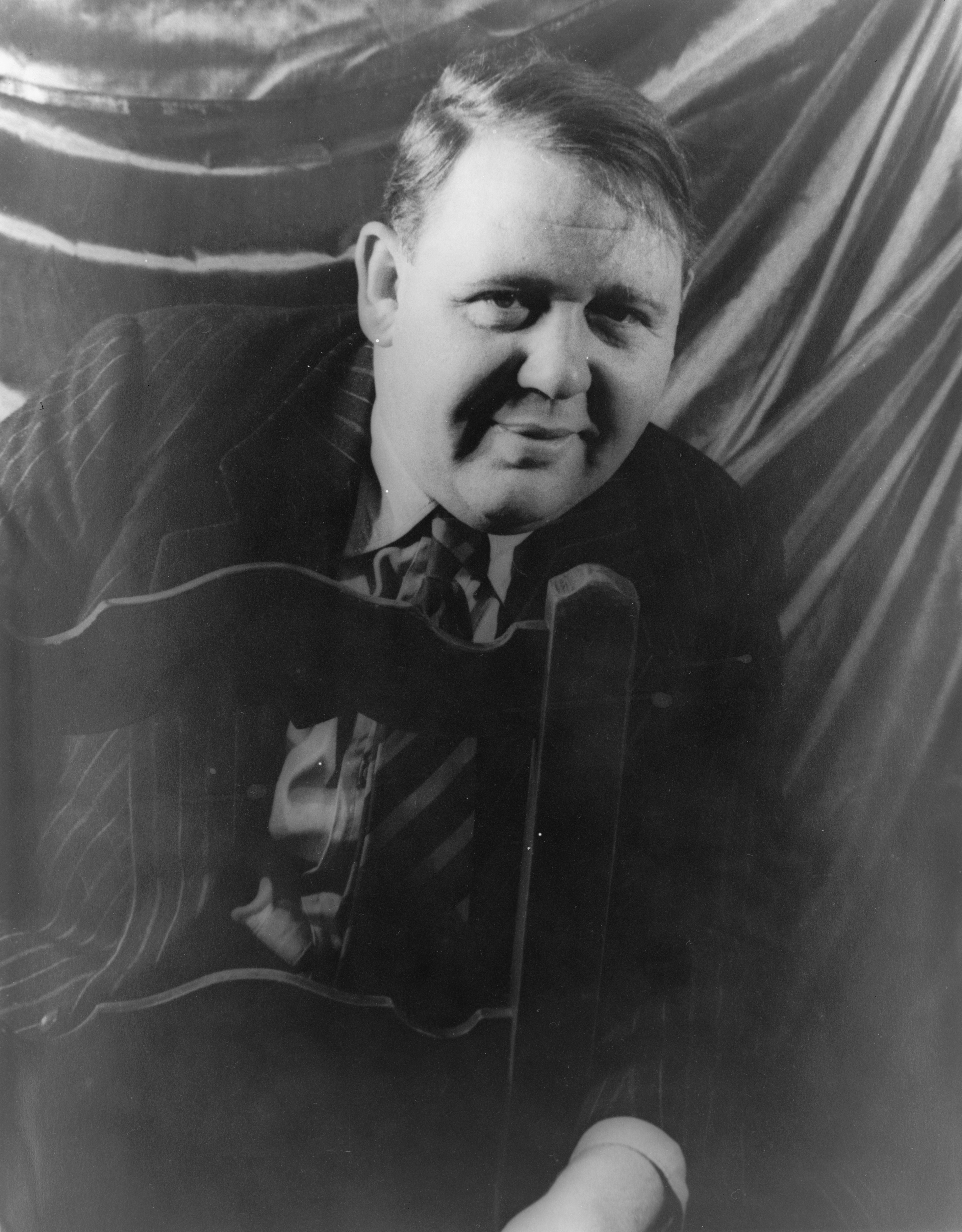
Charles Laughton, Hauptdarsteller von Das Privatleben Heinrichs VIII.

Mitte der 1930er Jahre kam es unter den großen Studios zu einer Verschiebung der Kräfte. Die BIP stellte die Filmproduktion ein und konzentrierte sich auf den Vertrieb von Filmen. Stattdessen entwickelte sich Alexander Kordas London Film Productions innerhalb weniger Monate zum führenden Studio Großbritanniens. Der Ungar Korda hatte 1932 London Films mit dem Ziel gegründet, Filme für den internationalen Markt herzustellen. Mit seinem sechsten Film Das Privatleben Heinrichs VIII. gelang dieses. Der Film spielte weltweit in den ersten Monaten über 500.000 Pfund ein, wurde in den USA ein Kassenschlager und brachte dem Hauptdarsteller Charles Laughton einen Oscar ein.
Kordas Erfolg veränderte nachhaltig die Produktionsmethoden in Großbritannien. In Aussicht hoher Gewinne wurden immer kostspieligere Filme produziert. Damit wuchs die Abhängigkeit vom Erfolg in den Vereinigten Staaten, da der heimische Markt kaum mehr ausreichte, die Kosten wieder einzuspielen. Dies führte zu einer ernsten Krise der britischen Filmindustrie. 1936 hatte London Films trotz einer Reihe von Kassenschlagern Verluste von über 330.000 Pfund, Gaumont-British hatte sogar Verbindlichkeiten von 1,1 Millionen Pfund. Anfang 1937 nahmen die Studios Kredite von über vier Millionen Pfund auf. Im Juli 1937 erklärten schließlich die britischen Banken, die Finanzierung von Filmprojekten einzustellen. Dieser finanzielle Kollaps sorgte für ein „Gesundschrumpfen“ der Filmwirtschaft. Von den 640 Produktionsfirmen, die zwischen 1925 und 1936 gegründet wurden, existierten 1937 nur noch 20.
Trotzdem war der britische Film während der finanziell turbulenten Zeit auf einem künstlerischen Höhepunkt und endlich international konkurrenzfähig. Es wurden nie wieder so viele Filme produziert wie Mitte der 1930er Jahre; 1937 erreichte die Zahl der Veröffentlichungen eine Rekordmarke von 228 Filmen. Alexander Korda setzt den Erfolg von Das Privatleben Heinrichs VIII. mit sehr unterschiedlichen Filmen fort. Dazu gehören die Filmbiografien Katharina die Große mit Elisabeth Bergner und Rembrandt mit Charles Laughton, die Fantasykomödie Ein Gespenst geht nach Amerika unter der Regie von René Clair, der Science-Fiction-Film Was kommen wird oder der Spionagefilm Der Spion in Schwarz, der ersten Zusammenarbeit von Michael Powell und Emeric Pressburger.
Kordas bedeutendster Beitrag zum britischen Film waren aber die sogenannten Empire Films wie Einbruch im Kongo von 1935, Die vier Federn von 1939 und dem von Robert Flaherty gedrehten Elefanten-Boy von 1937: historisierende Abenteuerfilme, die die Macht der britischen Kolonialherren in Afrika und Indien demonstrierten. Gaumont-British reagierte und produzierte 1937 Rhodes of Africa und King Solomon’s Mines. Alle diese Filme entstanden mit Unterstützung der britischen Regierung und spiegeln so den Konservatismus der britischen Politik in den 1930er Jahren wider.
Erheblichen Anteil an den Erfolgen des britischen Films hatten die vielen Emigranten, die in den 1930er Jahren nach Großbritannien strömten. Beinahe jedes größere Studio beschäftigte deutsche Kameramänner. Neben Alexander Korda war der Deutsche Max Schach als Produzent tätig. Schach holte Schauspieler wie Elisabeth Bergner, Fritz Kortner oder den österreichischen Tenor Richard Tauber nach England. Andere Exilanten waren der österreichische Schauspieler Adolf Wohlbrück, der als Anton Walbrook in England Karriere machte, der ungarische Drehbuchautor Emeric Pressburger sowie die Schauspieler Lilli Palmer, Peter Lorre und Conrad Veidt, die später nach Hollywood gingen. Schon seit den späten 1920er Jahren war der Deutsche Alfred Junge als einer der einflussreichsten Art Directors Europas in England tätig.
Auch die britische Regierung hatte Ende der 1930er Jahre die Bedeutung der heimischen Filmindustrie erkannt. Sie reagierte auf die finanziellen Turbulenzen von 1937 mit dem Cinematographic Film Act von 1938, der nach elf Jahren das alte Gesetz ablöste. Zwar wurden im neuen Gesetz erneut Quoten festgelegt und zusätzlich bestimmt, dass ein bestimmtes Mindestbudget nicht unterschritten werden durfte. Das Gesetz wurde aber so weit gelockert, dass amerikanische Schauspieler und Techniker für diese Produktionen eingesetzt werden durften. Dieses ermöglichte eine engere Zusammenarbeit von britischen Produzenten mit amerikanischen Studios. So produzierte Alexander Korda zusammen mit MGM Filme wie Auf Wiedersehen, Mr. Chips, für den Robert Donat mit einem Oscar ausgezeichnet wurde.

#### John Grierson und die Dokumentarfilmbewegung
Während Anfang der 1930er Jahre die breite Masse einfache Unterhaltung in den Kinos suchte und auch fand, entwickelte sich gleichzeitig in Großbritannien eine filmische Bewegung, die sich dem Realismus verbunden fühlte und die reale Welt mit filmischen Mitteln einzufangen versuchte. Begründet wurde diese Bewegung von John Grierson, der als kritischer Beobachter der britischen und US-amerikanischen Gesellschaft die Theorie entwickelt hatte, dass der Film die Aufgabe habe, zwischen Staat und Bevölkerung zu vermitteln und Probleme aufzudecken.
1927 trat Grierson eine Stelle beim Empire Marketing Board (EMB), einer Regierungsbehörde zur Förderung der Beziehungen zwischen Großbritannien und seinen Kolonien, an. Seine Aufgabe war es, Werbefilme für das EMB zu produzieren. Daneben arbeitete Grierson an einem Dokumentarfilm über schottische Fischer. Drifters wurde 1929 veröffentlicht und gilt als der Beginn der britischen Dokumentarfilmbewegung. Arbeitete Drifters noch mit modernen Montagetechniken, so propagierte Grierson später einen journalistischen Stil. Dafür warb er Talente wie Basil Wright, Harry Watt oder Paul Rotha an. Robert Flaherty kam auf Einladung von Grierson 1931 zum EMB und drehte dort den Kurzfilm Industrial Britain, der als Vorbild für weitere Dokumentationen über die britische Arbeitswelt diente. Drei Jahre später produzierte Flaherty für Michael Balcon den Dokumentarfilm Man of Aran über die Bewohner der Aran-Inseln, die gegen die rauen Naturgewalten kämpfen.
1933 wechselte Griersons zur GPO Film Unit, der der britischen Regierung unterstellten Filmabteilung des General Post Office. Einer der ersten vom GPO veröffentlichten Filme war Basil Wrights The Song of Ceylon, ein Film über die Folgen des kolonialen Einflusses für die Bevölkerung Ceylons. Finanziert wurde dieser Film von der Teeindustrie. Andere Industriezweige nutzten ebenfalls die Möglichkeiten des Dokumentarfilms als Imageträger und Werbeplattform. So gründete der Mineralölkonzern Shell 1934 eine Filmabteilung, für die der Experimentalfilmer Len Lye 1935 den Animationsfilm The Birth of the Robot drehte. Lye hatte zuvor für das GPO den abstrakten Animationsfilm A Colour Box produziert.
Die GPO Film Unit trat in Kontakt mit anderen Künstlern wie den Schriftstellern H. G. Wells und Graham Greene oder dem Komponisten Benjamin Britten. Britten komponierte unter anderem die Musik für den Kurzfilm Night Mail von 1936, dem wohl bedeutendsten britischen Dokumentarfilm der 1930er Jahre. Er gilt als dokumentarisches Gesamtkunstwerk von Bild, Schnitt, Ton, Musik und Poesie. Den Text für diesen Film über den Postzug von London nach Schottland schrieb der Dichter W. H. Auden.
Auch wenn viele Filmhistoriker den Dokumentarfilm als Großbritanniens bedeutendsten Beitrag zur Filmgeschichte betrachten, war die Rolle der Dokumentarfilmbewegung über viele Jahre umstritten. Viele sahen in der Heroisierung des einfachen Arbeiters in den Filmen der GPO den Ausdruck einer politisch linken Grundhaltung. Doch Grierson setzte nie seine Filme als politisches Ausdrucksmittel ein; tatsächlich lenkten sie eher von den sozialen Problemen in Großbritannien ab und dienten damit den Interessen der konservativen Regierung. So war es eine logische Konsequenz, dass während des Zweiten Weltkriegs die Filmabteilung der GPO dem Informationsministerium unterstellt wurde.

#### Britisches Kino während des Zweiten Weltkriegs
Der Beginn des Zweiten Weltkriegs brachte nachhaltige Veränderungen für die britische Filmindustrie. In der ersten Kriegswoche wurden alle Kinos aus Angst vor Angriffen geschlossen, doch öffneten sie nach und nach wieder. Die Regierung hatte die positive Wirkung der Kinobesuche auf die Stimmung der Bevölkerung erkannt und legte daher fest, welche Themen die Filmstudios behandeln sollten und welche aus Gründen der Sicherheit nicht erwähnt werden durften. Diese Regeln schränkten die Arbeit der Studios ein. Hinzu kam, dass die Regierung Produktionsstätten requirierte und über zwei Drittel aller Filmtechniker zum Kriegsdienst verpflichtete. Dies führte dazu, dass Anfang der 1940er Jahre nur noch neun Filmstudios aktiv waren und die Anzahl der produzierten Filme von 103 im Jahr 1939 auf nur noch 46 Filme im Jahr 1942 sank. Gleichzeitig gewann das Kino und hierbei vor allem der britische Film an Popularität, die Zuschauerzahlen stiegen kontinuierlich während der Kriegsjahre.
Der erste britische Propagandafilm nach den neuen Vorgaben der Regierung war Alexander Kordas The Lion Has Wings, der innerhalb weniger Wochen entstand. Korda unterbrach dafür die Arbeiten an seinem bis dahin aufwändigsten Film, das Fantasyspektakel Der Dieb von Bagdad, das erst 1940 fertiggestellt werden konnte, nachdem sich Korda in den Vereinigten Staaten niedergelassen hatte. Wie viele andere englischstämmige Künstler wurde auch Korda heftigst für den Verbleib in den USA während der ersten Kriegsmonate kritisiert; dabei wurde den Briten von Seiten Londons versichert, dass sie von Hollywood aus am besten ihrem Land dienen könnten. So drehte Alfred Hitchcock Ende 1939 den Spionagefilm Der Auslandskorrespondent, der in der Schlussszene die deutschen Luftangriffe auf London vorwegnahm, und arbeitete später im Auftrag der britischen Regierung an zwei Kurzfilmen für den französischen Widerstand. Korda und Victor Saville produzierten in Hollywood Filme wie That Hamilton Woman oder The Mortal Storm, die ihnen Probleme mit der um Neutralität bemühten US-Regierung einbrachten. Erst nach dem japanischen Angriff auf Pearl Harbor beteiligte sich Hollywood auch offiziell an der Kriegspropaganda und produzierte Filme wie das mit mehreren Oscars ausgezeichnete Drama Mrs. Miniver.

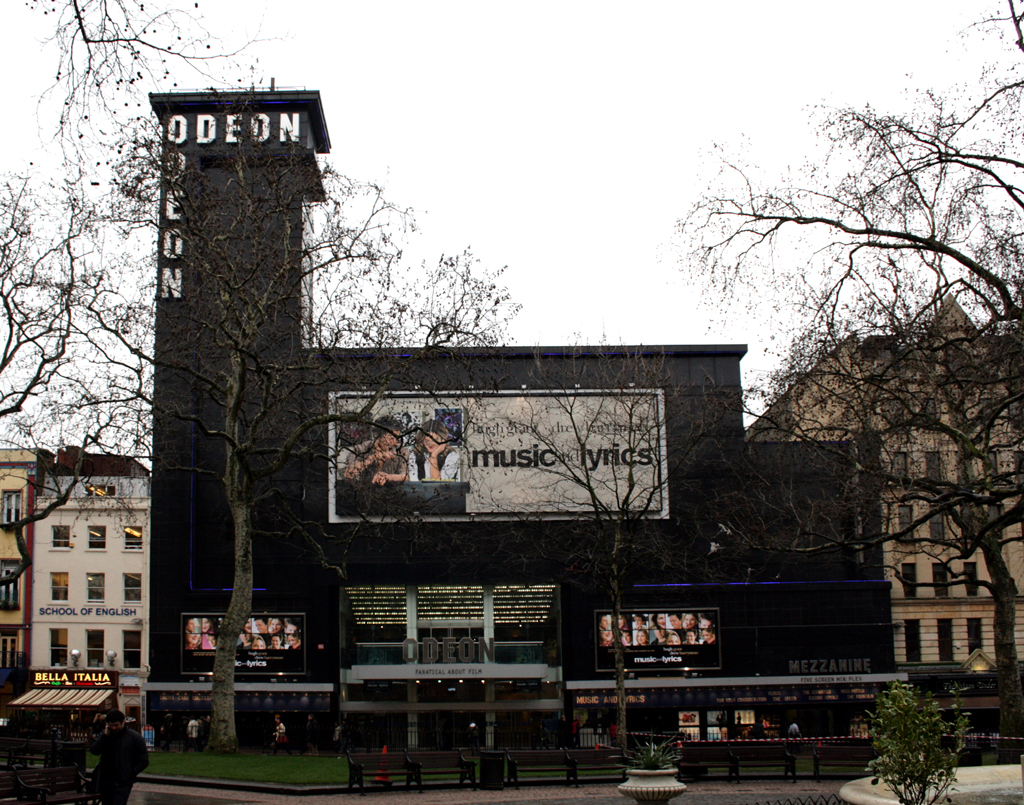
Das Odeon-Kino am Londoner Leicester Square ist seit 1937 Uraufführungskino

Von den Studioschließungen sowie Kordas Aufenthalt in Hollywood profitierte vor allem der Unternehmer J. Arthur Rank, der innerhalb weniger Jahre mit der Rank Organisation ein Imperium aufbaute, das gegen Ende des Zweiten Weltkriegs größer als jedes der etablierten Hollywood-Studios war. 1938 kaufte er von Korda die Denham-Studios, 1939 folgten die Elstree-Studios und 1941 nach dem Tod von Oscar Deutsch die drittgrößte Kinokette Großbritanniens, die Odeon-Kinos, sowie die Gaumont-British- und Gainsborough-Produktionsgesellschaften. Rank förderte aber auch in den 1940er Jahren eine Reihe junger Filmemacher, denen er unter dem Dach der Independent Producers Ltd. eine unabhängige Arbeit ermöglichte.
Als erste genossen Michael Powell und Emeric Pressburger Ranks Unterstützung. Sie firmierten ab 1942 unter dem Namen The Archers und zeigten sich in den nächsten 15 Jahren gemeinsam für Drehbuch, Regie und Produktion ihrer Filme verantwortlich. Der erste Film der Archers war der Kriegsfilm One of Our Aircraft Is Missing, doch erst der 1943 gedrehte Film Leben und Sterben von Colonel Blimp festigte ihren Ruf. Ursprünglich als ein weiterer Propagandafilm geplant, wurde der Film zu einer ironischen Lobpreisung von Tugenden wie der Ehre, indem die Freundschaft zwischen einem englischen und deutschen Offizier, die drei Kriege überdauert, dargestellt wurde. Spiegelte Blimp Pressburgers Situation als Emigrant wider, so zählt A Canterbury Tale, in dem die Realität des Krieges mit dem Mystizismus der Kathedrale von Canterbury verbunden wurde, zu Powells persönlichsten Filmen.
Andere Filme setzten sich mit dem Schicksal der Soldaten an der Front sowie dem der Zurückgebliebenen an der Heimatfront auseinander. Eine Vorreiterrolle nahm dabei Michael Balcon ein, der 1938 die Ealing Studios übernommen hatte und dadurch während der Kriegsjahre der bedeutendste von Rank unabhängige Filmproduzent wurde. Er hatte früh die Notwendigkeit realistischer Darstellungen des Kriegsalltags erkannt und verpflichtete von der GPO Film Unit die Dokumentarfilmer Harry Watt und Alberto Cavalcanti. Ealings Kriegsfilme zeigten den gesellschaftlichen Wandel Anfang der 1940er Jahre, in dem Mitglieder der Mittel- und Unterschicht Verantwortung im militärischen wie auch im zivilen Leben übernahmen. Filme wie Nine Men von Harry Watt oder San Demetrio London von Charles Frend (beide 1943 veröffentlicht) zeigten einfache Soldaten im Einsatz, während Alberto Cavalcantis Went the Day Well? aus dem Jahr 1942 die Angst vor der Infiltration eines kleinen Dorfs durch deutsche Spione beschrieb.
Andere Filmstudios folgten Ealings Produktionsstil. So veröffentlichte Gainsborough Pictures 1943 den Film Millions Like Us, der die neue Rolle der Frau als Arbeiterin in Großbritannien behandelte. Das herausragendste Kriegsdrama jener Zeit war In Which We Serve, das gemeinsame Regiedebüt des Dramatikers Noël Coward und des ehemaligen Filmeditors David Lean. Nach diesem Erfolg (Coward erhielt 1943 einen Ehrenoscar) verfilmte Lean weitere Drehbücher von Coward, zuletzt 1945 das gefühlvolle Drama Begegnung. Zur Verwirklichung dieser Projekte gründete er mit Unterstützung von J. Arthur Rank die Produktionsfirma Cineguild, an der auch der Drehbuchautor und spätere Regisseur Ronald Neame und der Produzent Anthony Havelock-Allan beteiligt waren.
In den britischen Kriegsfilmen fand eine bisher nicht bekannten Annäherung von Dokumentar- und Spielfilm statt. Viele Spielfilme verwendeten Aufnahmen aus Wochenschauen für Kriegsbilder, während für Dokumentarfilme häufig Szenen nachgestellt wurden. Humphrey Jennings drehte 1943 im Auftrag der Regierung den dokumentarischen Spielfilm Fires Were Started, in dem mit stilisierten Bildern die Arbeit von Feuerwehrmännern gezeigt wurde. Zuvor schuf Jennings 1941 die Kurzfilme The Heart of Britain und Listen To Britain. Ein filmisches Experiment war Jennings’ Film The Silent Village, in dem er die Zerstörung von Lidice am Beispiel eines walisischen Dorfes nachstellte. Andere Dokumentarfilme zeigten dem Publikum die britischen Erfolge an der Front, wie in Roy Boultings Film Desert Victory von 1943 über Montgomerys Sieg gegen Rommel in El Alamein.
Gegen Ende des Krieges entstanden vermehrt Filme, die den Patriotismus fördern sollten, wie Laurence Oliviers Regiedebüt Heinrich V., dem bis dahin teuersten britischen Film. Andere Filme wie Anthony Asquiths Der Weg zu den Sternen oder der erst nach Kriegsende veröffentlichte Powell & Pressburger-Film Irrtum im Jenseits betonten die britisch-amerikanische Freundschaft.

### Nachkriegszeit

#### Der Britische Film nach dem Zweiten Weltkrieg
| 1945 | 39  | 1585,0 |
| 1950 | 125 | 1395,8 |
| 1955 | 110 | 1181,8 |
| 1960 | 122 | 500,8  |
| 1965 | 93  | 326,6  |

Unmittelbar nach dem Ende des Zweiten Weltkriegs setzte der britische Film seinen Siegeszug fort. Die politische Aufbruchstimmung nach dem überraschenden Sieg des Labour-Politikers Clement Attlee bei den britischen Unterhauswahlen versprach auch eine positive Entwicklung der heimischen Filmindustrie. Britische Themen und britische Filme blieben gefragt, sodass im Jahr 1946 mit mehr als 1,6 Milliarden verkaufen Kinokarten ein bis heute unerreichter Rekord aufgestellt wurde. Mit J. Arthur Rank gab es erstmals einen britischen Unternehmer, der mit den Filmmogulen in Hollywood konkurrieren konnte. So bezeichnete das Magazin Kinematograph Weekly Rank im August 1945 als die zentrale Figur im Filmgeschäft auf beiden Seiten des Atlantiks.
Inhaltlich setzten die Filmstudios auch nach Kriegsende weiterhin auf traditionelle britische Themen. Nach Oliviers Heinrich V. wurden weitere Literaturverfilmungen mit großem Aufwand realisiert. Rank produzierte mit Gabriel Pascals Monumentalfilm Caesar und Cleopatra eine Adaption von George Bernard Shaws gleichnamigen Theaterstück. David Lean verfilmte mit Geheimnisvolle Erbschaft und Oliver Twist zwei Klassiker von Charles Dickens. Olivier selbst übertraf 1948 den Erfolg von Heinrich V. mit der Shakespeare-Adaption Hamlet, die als erster britischer Film mit dem Oscar als bester Film ausgezeichnet wurde.
Auf trivialere Literatur setzte Gainsborough Pictures mit seinen Melodramen. Beginnend mit Leslie Arliss’ Der Herr in Grau (1943) und Anthony Asquiths Gaslicht und Schatten (1944) produzierte Gainsborough eine Reihe von Kostümfilmen, die weibliche Figuren in den Mittelpunkt der Handlung stellten. Unter der Leitung des Studiochefs Maurice Ostrer entwickelten sich die Gainsborough-Melodramen zu einem Markenzeichen. Die Frau ohne Herz mit Margaret Lockwood und James Mason in den Hauptrollen wurde zum größten Kassenschlager des Jahres 1946 und zählt mit mehr als 18 Millionen Zuschauern zu den meistgesehenen Filmen aller Zeiten im Vereinigten Königreich. Neben Lockwood und Mason brachten die Gainsborough-Melodramen Phyllis Calvert und Stewart Granger als neue Filmstars hervor.
Wandten sich Gainsboroughs Kostümfilme eher an ein weibliches Publikum, entstand unter dem Eindruck des Weltkriegs eine Reihe von Kriminalfilmen, die das männliche Kinopublikum ansprach. Spivs, die Ganoven auf den Schwarzmärkten, waren die Protagonisten düsterer Filme wie Alberto Cavalcantis They Made Me a Fugitive oder John Boultings Adaption von Graham Greenes Thriller Brighton Rock (beide 1947). Carol Reed setzte mit den Thrillern Ausgestoßen und Kleines Herz in Not, einer weiteren Graham-Greene-Verfilmung, eigene Akzente im britischen Gangsterfilm. Der aus Hollywood zurückgekehrte Alexander Korda regte Greene und Reed dazu an, einen im Nachkriegseuropa angesiedelten Thriller zu entwickeln. Das Ergebnis war der 1949 veröffentlichte Thriller Der dritte Mann, der 1999 vom British Film Institute zum besten britischen Film des 20. Jahrhunderts gekürt wurde. Der mit den amerikanischen Schauspielern Orson Welles und Joseph Cotten besetzte Film wurde ein internationaler Erfolg, der Kameramann Robert Krasker wurde für seine Arbeit mit einem Oscar ausgezeichnet.
Kraskers expressionistische Kameraführung in Ausgestoßen und Der dritte Mann stand repräsentativ für die Entwicklung zu stark stilisierten Filmen im britischen Nachkriegskino. Bereits 1945 entstand bei Ealing mit Traum ohne Ende ein Horrorfilm, der geschickt Realismus, Schwarze Romantik und Expressionismus miteinander verband. Neben den alptraumhaften Kriminalfilmen waren auch die Farbfilme von Powell und Pressburger expressionistisch geprägt. Stark stilisiert waren das 1948 mit einem Oscar ausgezeichnete Szenenbild des im Himalaya angesiedelten Melodramas Die schwarze Narzisse sowie die Ballettszenen in Die roten Schuhe.
Überschattet wurden die künstlerischen Erfolge des britischen Films durch eine neue finanzielle Krise. Als die Attlee-Regierung 1947 in Zahlungsschwierigkeiten geriet, setzte Schatzkanzler Hugh Dalton am 7. August 1947 überraschend eine Ad-valorem-Steuer für importierte Filme fest. Die Hollywood-Studios mussten 75 Prozent der erwarteten Einnahmen vorab an den britischen Staat überweisen. Die Steuer löste heftige Diskussionen in der britischen Öffentlichkeit aus, die unter dem Schlagwort Bogart or bacon geführt wurde. Die Motion Picture Export Association of America (MPEA) verhängte umgehend ein Embargo amerikanischer Filme im Vereinigten Königreich. Die britische Regierung reagierte mit einem Förderprogramm zur Produktion neuer Filme, die die Lücke auffüllen sollten. Als aber nach sechs Monaten die Steuer zurückgezogen wurde und die MPEA ihr Embargo beendete, wurde der britische Kinomarkt mit den zurückgehaltenen US-Produktionen überschwemmt, so dass es keine Nachfrage nach den eiligst produzierten heimischen Filmen gab.
Diese Situation hatte dramatische Auswirkungen auf die britische Filmindustrie. Der britische Filmmarkt geriet ins Stocken, im Februar 1949 wurde in nur sieben der 26 Studios gearbeitet. Alexander Kordas British Lion konnte nur durch die finanzielle Hilfe der 1949 gegründeten National Film Finance Corporation überleben. J. Arthur Rank litt nicht nur unter den Verlusten auf dem heimischen Filmmarkt, sondern verlor auch seine Geschäftspartner in den Vereinigten Staaten. Ende 1949 musste die Rank Organisation einen Verlust von 16 Millionen Pfund vermelden. Rank schloss einige seiner Studios, darunter Gainsborough Pictures, und führte einschneidende Rationalisierungsmaßnahmen durch, die aber den weiteren Niedergang des Rank-Imperiums in den 1950er Jahren nicht verhindern konnten.

#### Unterhaltungskino der 1950er Jahre

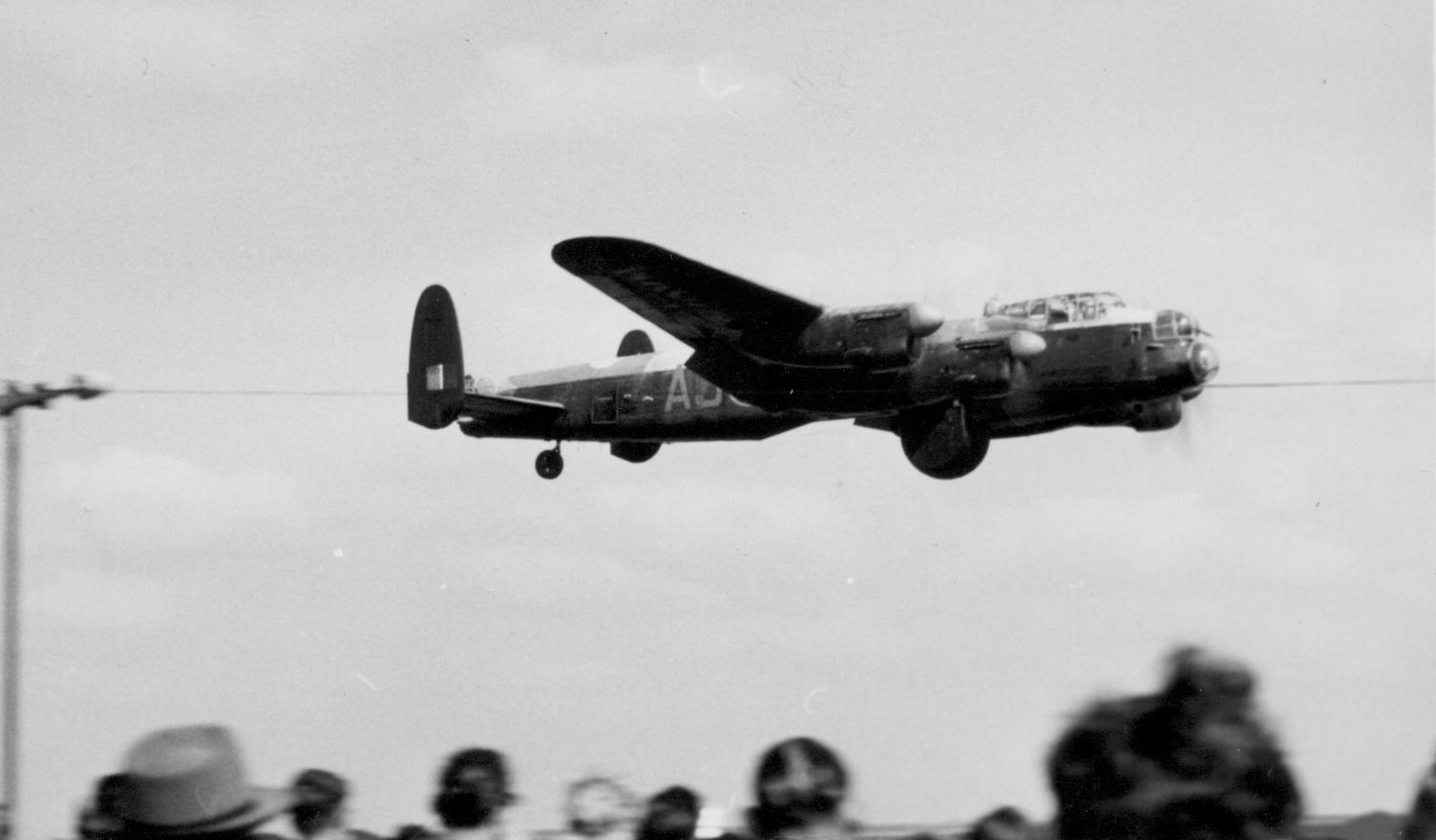
Diese Avro Lancaster wurde im Film Mai 1943 – Die Zerstörung der Talsperren eingesetzt

Die 1950er Jahre werden allgemein als die doldrums era, die Flautenjahre, des britischen Kinos bezeichnet. Die wachsende Popularität des Fernsehens trug mit zu einem kontinuierlichen Rückgang der Besucherzahlen in den Kinos bei; wurden 1951 noch 1365 Millionen Besuche gezählt, waren es 1960 nur 500 Millionen. Im gleichen Zeitraum sank die Anzahl der Kinos im Vereinigten Königreich von 4581 auf 3034.
Mit dem wirtschaftlichen Niedergang sehen viele Filmhistoriker eine künstlerische Rückentwicklung verbunden. Die wirtschaftlichen Probleme von Rank und Korda Ende der 1940er Jahre hatten dazu geführt, dass Prestigeprojekte nicht mehr verwirklicht wurden. Regisseure wie Carol Reed oder Michael Powell hatten nur noch Achtungserfolge. Einzig David Lean setzte seine Weltkarriere fort. Ihm gelang mit dem Kriegsfilm Die Brücke am Kwai der größte internationale Erfolg eines britischen Films in den 1950er Jahren.
Historienfilme entstanden vor allem in den frühen 1950er Jahren hauptsächlich als amerikanische Produktionen in britischen Studios, wie Disneys Die Schatzinsel, MGMs Ivanhoe – Der schwarze Ritter und Warners Des Königs Admiral. Anspruchsvolle Literaturverfilmungen wie Anthony Asquiths The Browning Version von 1951 und Laurence Oliviers Richard III. aus dem Jahr 1955 blieben die Ausnahme in einer Zeit, die zunehmend von Genrefilmen und Filmserien geprägt wurde. Das heimische Publikum akzeptierte diese Filme aber, so waren 1959 die zwölf meistgesehenen Filme allesamt britische Produktionen.
Als das populärste Genre der 1950er Jahre erwies sich der Kriegsfilm. Unmittelbar nach dem Ende des Zweiten Weltkriegs wagten nur wenige Filme wie Basil Deardens Kriegsgefangenendrama Stille Helden von 1946 oder Powells und Pressburgers Experten aus dem Hinterzimmer von 1949 den Blick zurück. Erst 1953 fanden Filme über den Weltkrieg größere Aufmerksamkeit, als Der große Atlantik, eine Produktion der Ealing Studios, und The Red Beret, die erste Produktion des späteren James-Bond-Produzenten Albert R. Broccoli, die erfolgreichen Filme des Jahres wurden. Bot Der große Atlantik noch einen realistischen Blick auf das Kriegsgeschehen, so offenbarte sich in den folgenden Jahren eine eher konservative Weltanschauung. Schauspieler wie Jack Hawkins, Richard Todd oder Kenneth More prägten durch ihre Darstellung idealisierter Helden das konservative Männerbild der 1950er Jahre. Dabei wurden bevorzugt wahre Begebenheiten verfilmt, wie die Operation Chastise im 1955 veröffentlichten Film Mai 1943 – Die Zerstörung der Talsperren. Dieser Film war genauso wie der 1956 veröffentlichte Film Allen Gewalten zum Trotz über den Kriegshelden Douglas Bader der meistgesehene Film des Jahres im Vereinigten Königreich. Einige Filmhistoriker wie James Chapman sehen in diesen glorifizierenden Kriegsfilmen eine Analogie zum amerikanischen Western. Erst Ende der 1950er Jahre fanden auch kritischere Filme über den Weltkrieg Anklang beim Publikum. Die Brücke am Kwai und Leslie Normans Dünkirchen waren die erfolgreichen Filme des Jahres 1958 und lieferten einen Blick auf die Schattenseiten des Krieges.

##### Komödien

Logo der Ealing Studios

Außerhalb des Vereinigten Königreichs wird das britische Kino der 1950er Jahre vor allem mit Filmkomödien in Verbindung gebracht. Die zwischen 1947 und 1957 veröffentlichten Ealing-Komödien wurden zu einem Markenzeichen britischen Humors, obwohl nur 17 der 58 Nachkriegsproduktionen der Ealing Studios Komödien waren. Als erste moderne Ealing-Komödie gilt Die kleinen Detektive, die 1947 die erste Komödie des Studios seit dem Ende des Zweiten Weltkriegs war. 1949 folgten drei Filme, die den Stil der Ealing-Komödien endgültig definierten. Blockade in London persiflierte die Situation im Nachkriegslondon und präsentierte Komödiendarsteller wie Stanley Holloway, Basil Radford und Margaret Rutherford. Alexander Mackendricks Freut euch des Lebens spielte während des Zweiten Weltkriegs und basierte auf einem realen Ereignis vor der Hebrideninsel Eriskay. Beide Filme priesen den Teamgeist des kleinen Mannes gegen die Obrigkeit, eine Formel, die vor allem der Drehbuchautor T. E. B. Clarke perfektioniert hatte. Der dritte Erfolg von Ealing im Jahr 1949 war Robert Hamers schwarze Komödie Adel verpflichtet, in der Alec Guinness in gleich acht Rollen auftrat. Guinness agierte auch in den Ealing-Komödien Das Glück kam über Nacht, Der Mann im weißen Anzug (beide von 1951) und Ladykillers von 1955. Alle drei Filme erhielten Oscarnominierungen für das beste Drehbuch.
Als Michael Balcon 1955 die Ealing Studios an die BBC verkaufte, hatten andere Studios bereits den Stil Ealings übernommen und eigene Filme veröffentlicht wie beispielsweise die Rank Organisation 1953 die Komödie Die feurige Isabella. Ladykillers blieb der letzte größere Komödienerfolg von Ealing, obwohl noch drei weitere Filme folgten. Die literarischen Komödien waren beim Kinopublikum aber nicht mehr gefragt. Komiker wie Norman Wisdom belebten die derben Slapstickfilme eines Will Hay oder George Formby wieder. Es begann die Zeit der Komödienserien, die 1954 mit Aber, Herr Doktor… eingeleitet wurde. Der von Ralph Thomas für Rank inszenierte Film machte den Hauptdarsteller Dirk Bogarde zu einem Star und fand insgesamt sechs Fortsetzungen, die bis 1970 produziert wurden. Bogarde wirke allerdings nur bei den ersten drei Doktor-Filmen mit. Ebenfalls 1954 wurde mit Die Schönen von St. Trinians eine weitere Komödienserie gestartet, die es bis 1966 auf vier Einträge schaffte. Die Filme basierten auf den Cartoons von Ronald Searle und wurden von Frank Launder und Sidney Gilliat produziert, die bereits seit den 1930er Jahren Komödienstoffe entwickelt hatten.
Als langlebigste Serie erwiesen sich die Carry-On-Filmreihe die unter der Regie von Ralph Thomas’ Bruder Gerald entstanden. Der erste Film der Reihe, Kopf hoch – Brust raus!, entstand 1958 und war als Einzelfilm geplant. Der unerwartete Kassenerfolg führte aber bereits im nächsten Jahr zu zwei Fortsetzungen. Bis 1992 entstanden insgesamt 30 Filme sowie mehrere Fernsehproduktionen. Wurden anfangs öffentliche Institutionen wie Schulen, Krankenhäuser und die Polizei aufs Korn genommen, verlagerte sich die Reihe in den 1960er Jahren auf die Persiflage verschiedenster Filmgenres. Ihren Höhepunkt erreichte die Serie 1964 mit Ist ja irre – Cäsar liebt Cleopatra. Komiker wie Sidney James, Kenneth Williams, Charles Hawtrey, Kenneth Connor, Joan Sims, Barbara Windsor oder Hattie Jacques zählten zur Stammbesetzung der Carry-On…-Filme.
Einen starken satirischen Ton besaßen die Komödien der Brüder John und Roy Boulting. Nach so unterschiedlichen Filmen wie den Thrillern Brighton Rock (1947) und Eine Stadt hält den Atem an (1950) oder der Filmbiografie Der wunderbare Flimmerkasten (1951) konzentrierten sich die Boulting-Brüder Mitte der 1950er Jahre auf Komödien. Ihr erster größerer Komödienerfolg war 1956 die Militärsatire Der beste Mann beim Militär mit Ian Carmichael, Terry-Thomas und Richard Attenborough, die auch in den weiteren Filmen der Boultings mitwirkten. 1959 nahmen die Boulting-Brüder Peter Sellers unter Vertrag. Sellers hatte seine Karriere im Radio zusammen mit Spike Milligan und Harry Secombe in der Goon Show begonnen und bereits in verschiedenen Filmen mitgespielt, als ihm mit der Boulting-Komödie Junger Mann aus gutem Haus der internationale Durchbruch gelang.

##### Horrorfilme
So wie Ealing als Synonym für Komödien stand, wurden die Hammer-Filme gleichbedeutend mit britischen Horrorfilmen. Hammer Film Productions wurde 1935 als Filmverleih gegründet und bezog 1947 mit den Bray Studios eine eigene Produktionsstätte. Nach Versuchen in verschiedenen Filmgenres gelang Hammer 1955 mit dem Sciencefiction-Film Schock ein Überraschungserfolg, der ein Jahr später mit XX unbekannt wiederholt wurde. 1957 wagte sich Hammer mit Frankensteins Fluch an einen klassischen Horrorstoff. Bei Produktionskosten von 65.000 Pfund spielte der Film im Vereinigten Königreich 300.000 Pfund und in den Vereinigten Staaten rund eine Million Pfund ein.
Hammer erwarb daraufhin von Universal die Rechte an deren Horrorfilmen aus den 1930er Jahren und begann mit der Produktion eigener Remakes. 1958 wurde Hammers Version von Dracula veröffentlicht, in den folgenden Jahren wurden die Mumie (Die Rache der Pharaonen, 1959), Dr. Jekyll und Mr. Hyde (Schlag 12 in London, 1960) und der Werwolf (Der Fluch von Siniestro, 1961) wiederbelebt. Vor allem die Frankenstein- und Dracula-Filme erwiesen sich als äußerst lukrativ und wurden zu Filmserien weiterentwickelt. Zu den herausragenden Stars der Hammer-Filme wurden Christopher Lee, der als Graf Dracula einen neuen Typ von Bösewicht verkörperte, und Peter Cushing, der Baron Victor Frankenstein spielte und als Draculas Gegenspieler auftrat. Geprägt wurde der von der zeitgenössischen Kritik als „ekelerregend“ und „sadistisch“ verrissene Stil durch Terence Fishers Regieführung und der ausdrucksstarken Farbfotografie. Hammers viktorianisch geprägte Horrorfilme fanden bis in die 1970er Jahre ihr Publikum, wurden aber auch weiterhin von der Kritik ignoriert.
Die Erfolge von Hammer veranlassten auch andere Produzenten, kostengünstig gedrehte Horrorfilme anzubieten. Anglo-Amalgamated veröffentlichte 1958 Corridors of Blood mit Boris Karloff als sadistischem Chirurg. Es folgten 1959 und 1960 drei Filme, die von der Kritik als „Sadian Trilogy“ gebrandmarkt wurden und den Exploitationfilmen den Weg ebneten. Während Das schwarze Museum und Der rote Schatten heute als typische Genreprodukte betrachtet werden, wird der Horrorthriller Augen der Angst seit seiner Wiederentdeckung in den 1970er Jahren als das letzte Meisterwerk Michael Powells gefeiert. Für Powell bedeutete der öffentliche Verriss der Filmkritik dagegen das Ende seiner Karriere als Filmregisseur.
Andere, eher der schwarzen Romantik verpflichtete, Horrorfilme wurden dagegen wohlwollender von der Kritik aufgenommen. Jacques Tourneurs Der Fluch des Dämonen aus dem Jahr 1957, der von dem Filmhistoriker William K. Everson als „der letzte echte Horrorklassiker“ bezeichnet wurde, bildete den Auftakt einer Reihe atmosphärisch dichter Horrorfilme, die Anfang der 1960er Jahre von Filmemachern wie Jack Clayton (Schloß des Schreckens, 1961) oder Robert Wise (Bis das Blut gefriert, 1963) produziert wurden. 1964 drehte schließlich Roger Corman zwei seiner von Edgar Allan Poe inspirierten Filme in England.
Mitte der 1960er Jahre etablierten sich mit Amicus Productions und Tigon zwei weitere auf Horrorfilme spezialisierte Filmgesellschaften im Vereinigten Königreich. Während Amicus vor allem mit Episodenfilmen wie Die Todeskarten des Dr. Schreck (1965) auffiel, setzte Tigon auf billig produzierte Schocker. Mit Michael Reeves’ Der Hexenjäger (1968) veröffentlichte Tigon aber einen der einflussreichsten britischen Horrorfilme der späten 1960er Jahre.

#### Vom Free Cinema zur New Wave

##### Free Cinema

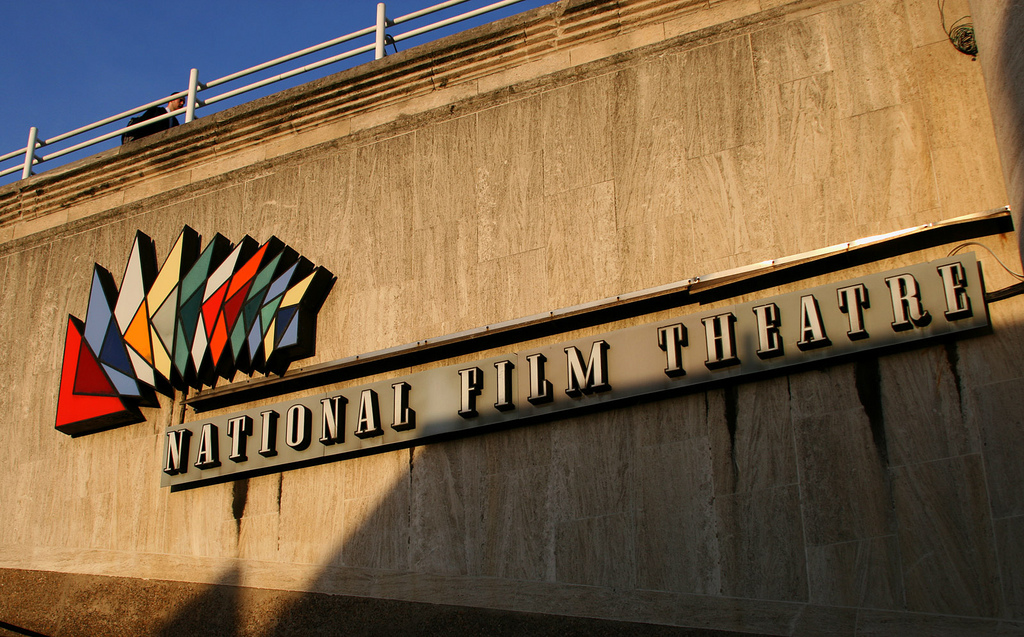
Das National Film Theatre, Ort der Free-Cinema-Vorführungen

Die Entwicklung des britischen Films in der frühen Nachkriegszeit wurde von einer Gruppe junger Filmschaffender kritisch begleitet. Als ihr Sprachrohr entwickelte sich das Magazin Sequence, das 1947 von Lindsay Anderson, Gavin Lambert und Karel Reisz in Oxford gegründet wurde. Später verlagerten sie ihre Publikationstätigkeit auf die Zeitschrift Sight & Sound, in der vor allem Anderson mit polemischen Artikeln provozierte. Hatte Anderson sich anfangs von John Griersons ideologischen Ansprüchen an den Dokumentarfilm distanziert, so forderte er 1956 in dem weit beachteten Essay Stand Up! Stand Up! ein sozial engagiertes Kino.
Anderson und seine Wegbegleiter setzten ihre Idee vom Film in eigenen unabhängigen Produktionen um, die sie im Februar 1956 unter dem Titel Free Cinema im Londoner National Film Theatre präsentierten. Neben dem bereits 1953 fertiggestellten Kurzfilm O Dreamland von Lindsay Anderson wurden Lorenza Mazzettis Film Together und Momma Don’t Allow, eine gemeinsame Arbeit von Karel Reisz und Tony Richardson, gezeigt. Gemeinsames Merkmal der Filme war eine dokumentarische Arbeitsweise, der einen ungeschönten Blick auf die Lebensverhältnisse der Arbeiterklasse erlaubte.
Bis 1959 wurden insgesamt sechs Programme unter dem Titel Free Cinema gezeigt, bei denen neben britischen Filmen auch Frühwerke der französischen Nouvelle Vague und des jungen polnischen Kinos gezeigt wurden. Lindsay Anderson und Karel Reisz trugen zum letzten Free-Cinema-Programm erneut eigene Filme bei, widmeten sich dann aber der Produktion von Spielfilmen. Anderson bestritt später, dass das Free Cinema eine wirkliche Filmbewegung war, doch beeinflusste das Filmprogramm andere unabhängige Dokumentarfilmer wie John Schlesinger. Zur selben Zeit entstanden in Nordamerika das Direct Cinema und in Frankreich das Cinéma vérité als vergleichbare Dokumentarfilmbewegungen.

##### British New Wave

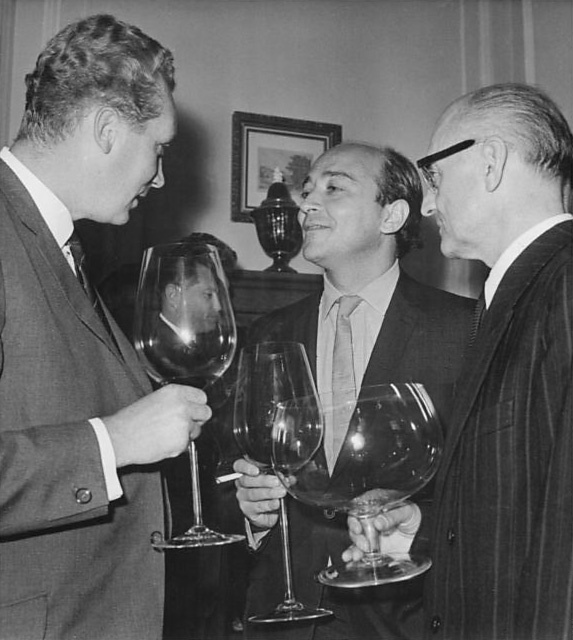
Karel Reisz (Mitte) mit Frank Beyer und Antonín Martin Brousil

Parallel zum Free Cinema etablierte sich im Vereinigten Königreich eine neue Generation gesellschaftskritischer Schriftsteller und Theatermacher, die in ihren Werken soziale Entfremdung und Klassenkonflikte thematisierten. Tony Richardsons Inszenierung von John Osbornes Erstlingswerk Blick zurück im Zorn war 1956 die erste erfolgreiche Bühnenproduktion dieser Gruppe von Schriftstellern, die fortan den Namen „Angry Young Men“ trug. 1959 wurde mit Jack Claytons Der Weg nach oben, einer Adaption von John Braines gleichnamigen Roman, erstmals ein Werk der „Angries“ verfilmt. Der Weg nach oben wurde zu einem großen Erfolg sowohl beim Publikum als auch bei den Kritikern und wurde mit zwei Oscars ausgezeichnet. Der Film gilt als Beginn der British New Wave.
Während Clayton in den folgenden Jahren auf Distanz zur British New Wave blieb, gründeten Tony Richardson und John Osborne zusammen mit dem amerikanischen Produzenten Harry Saltzman die Gesellschaft Woodfall Production zur Förderung weiterer Filmprojekte. 1959 erschien die Filmversion von Blick zurück im Zorn mit Richard Burton in der Hauptrolle, ein Jahr später gewannen Richardson und Osborne Laurence Olivier für die Titelrolle in Der Komödiant. Karel Reisz inszenierte 1960 für Woodfall eine Adaption von Alan Sillitoes Roman Samstagnacht und Sonntagmorgen.
Reisz’ Samstagnacht bis Sonntagmorgen war der erste Film der New Wave, der nicht Konflikte zwischen den sozialen Schichten zeigte, sondern sich auf diejenigen innerhalb der Unterschicht konzentrierte. Ähnlich wie bereits beim Free Cinema bemühte sich Reisz um einen dokumentarischen Stil, der den Kitchen Sink Realism betonte; dabei blieb der Oxford-Absolvent aber auf Distanz zu seinen Figuren. Samstagnacht bis Sonntagmorgen wurde mit dem British Film Academy Award als bester Film ausgezeichnet und gab dem Produzenten Richardson die finanziellen Mittel, das ambitionierte Drama Bitterer Honig nach dem gleichnamigen Drama von Shelagh Delaney umzusetzen.
Unabhängig von Woodfall verwirklichte John Schlesinger 1962 mit Nur ein Hauch Glückseligkeit ein eigenes Kitchen-Sink-Drama, dem 1963 die Komödie Geliebter Spinner folgte. Schlesinger zählt damit neben Tony Richardson, Karel Reisz und Lindsay Anderson zu den herausragenden Regisseuren der New Wave. Anderson, der führende Kopf der Free-Cinema-Bewegung, gab allerdings erst 1963 mit Lockender Lorbeer sein Spielfilmdebüt.
Nach dem kommerziellen Misserfolg des 1962 veröffentlichten Films Die Einsamkeit des Langstreckenläufers, eine weitere Adaption eines Romans von Alan Sillitoe, wandte sich Tony Richardson von den sozialkritischen Gegenwartsdramen ab und inszenierte nach einem Drehbuch von John Osborne eine Adaption von Henry Fieldings Romanklassiker Tom Jones. Der Kostümfilm Tom Jones – Zwischen Bett und Galgen erwies sich als spektakulärer Publikumshit und wurde 1964 mit dem Oscar als bester Film ausgezeichnet. Das Interesse des britischen Kinopublikums wandte sich zur gleichen Zeit vom grauen Nordengland zum farbenprächtigen Swinging London.
Die British New Wave von 1959 bis 1963 erwies sich letztendlich als eine kurzlebige Bewegung, die aber großen Einfluss auf die britische Filmlandschaft hatte. Sie rückte eine neue Generation von Schauspielern ins Rampenlicht, von denen Albert Finney, Richard Harris, Rita Tushingham, Tom Courtenay, Julie Christie und Alan Bates internationale Karrieren starteten.

#### Swinging Sixties

##### Wirtschaftlicher Aufschwung
Das Vereinigte Königreich erlebte in den 1960er Jahren ein Aufblühen der Filmindustrie, das allerdings hauptsächlich dem Engagement amerikanischer Filmstudios zu verdanken war. Der Erfolg der British New Wave, die Attraktivität der Hauptstadt London als modisches und kulturelles Zentrum, finanziell günstige Arbeitsbedingungen und eine liberale Filmförderung ließen immer mehr Hollywood-Studios als Investoren im Vereinigten Königreich in Erscheinung treten. Dieses führte dazu, dass man eher von einer anglo-amerikanischen als einer britischen Filmindustrie sprechen konnte. Im Jahr 1967 wurden 90 % aller Investitionen in britische Filmproduktionen durch amerikanische Unternehmen getätigt.
Bereits Ende der 1950er Jahre beteiligten sich amerikanische Produzenten zunehmend an britischen Filmen, als die Eady Levy, eine zunächst freiwillige Abgabe der Kinobetreiber zur Förderung der britischen Filmindustrie, verpflichtend wurde. Mit dieser Abgabe wurden britische Produktionen im Sinne einer Referenzfilmförderung unterstützt. Amerikanische Studios versuchten, mit populären Themen das Publikum und somit auch Fördergelder für sich zu gewinnen. So produzierte die britische Tochter von MGM 1961 mit 16 Uhr 50 ab Paddington eine erfolgreiche Adaption eines Kriminalromans von Agatha Christie, die drei Fortsetzungen mit Margaret Rutherford als Miss Marple fand.
Die britische Filmförderung ermöglichte die Produktion von Monumentalfilmen wie Joseph L. Mankiewicz’ Cleopatra (1963), dem bis dahin teuersten Film aller Zeiten, oder David Leans Epen Lawrence von Arabien (1962) und Doktor Schiwago (1965). Lawrence von Arabien gewann sieben Oscars bei zehn Nominierungen, wobei der Hauptdarsteller Peter O’Toole Gregory Peck unterlag, und leitete eine Reihe britischer Triumphe bei den Oscarverleihungen ein. Tony Richardsons Tom Jones, Fred Zinnemanns Historienfilm Ein Mann zu jeder Jahreszeit (1966) und Carol Reeds Musicalverfilmung Oliver (1968) wurden wie Lawrence von Arabien mit dem Oscar als bester Film ausgezeichnet; insgesamt gingen in den 1960er Jahren 31 % aller Oscarnominierungen an britische oder anglo-amerikanische Produktionen. Zahlreiche britische Schauspieler erhielten Oscarnominierungen und bestätigten so den guten Ruf britischer Schauspielkunst.
Der Aufschwung der britischen Filmwirtschaft lockte nicht nur amerikanische Geldgeber, sondern auch ausländische Regisseure an. Während Regisseure wie Fred Zinnemann oder Sidney Lumet (Ein Haufen toller Hunde, 1965; Anruf für einen Toten, 1966) für einzelne Projekte nach England kamen, verließ Stanley Kubrick nach den enttäuschenden Erfahrungen mit Spartacus Anfang der 1960er Jahre endgültig Hollywood und ließ sich nahe Elstree nieder. Kubricks erste britische Arbeit war die Verfilmung von Vladimir Nabokovs Skandalroman Lolita. Ähnlich wie bei den folgenden Werken, der Satire Dr. Seltsam oder: Wie ich lernte, die Bombe zu lieben (1964) und dem Science-Fiction-Film 2001: Odyssee im Weltraum (1968), war England zwar Drehort, nicht aber Schauplatz von Lolita. Erst in den 1970er Jahren drehte Kubrick mit der Dystopie Uhrwerk Orange und dem Historienfilm Barry Lyndon zwei in seiner Wahlheimat angesiedelte Filme.
Stärker mit England verbunden war Richard Lester, der zwar in Philadelphia geboren wurde, aber bereits 1953 als 21-Jähriger nach London zog. Seine Karriere als Filmregisseur begann 1960 mit dem Kurzfilm The Running Jumping & Standing Still Film, eine Kollaboration mit Spike Milligan und Peter Sellers. Der Durchbruch gelang Lester Mitte der 1960er Jahre mit den ersten beiden Beatles-Filmen und der Komödie Der gewisse Kniff, die das Bild des „Swinging London“ prägten. Ebenfalls während der 1950er Jahre kam Joseph Losey nach London, wo er während der McCarthy-Ära Asyl fand, nachdem er auf die „Schwarze Liste“ gesetzt wurde. Losey drehte mehrere anspruchsvolle Literaturverfilmungen, aus denen vor allem seine Zusammenarbeit mit dem Drehbuchautor Harold Pinter bei den Filmen Der Diener (1963), Accident – Zwischenfall in Oxford (1967) und Der Mittler (1970) herausragte.
Auch eine Reihe europäischer Regisseure arbeitete Mitte der 1960er Jahre in London. Michelangelo Antonionis Blow Up zeigte 1966 ein realistisches und vielschichtiges Porträt der Londoner Jugendszene, die David Hemmings als Modefotograf mit seiner Kamera einfing. Deutlich dunkler war das Bild, das der polnische Regisseur Roman Polański vom England der Swinging Sixties mit seinem Horrorthriller Ekel (1965) und der makabren Komödie Wenn Katelbach kommt… (1966) zeichnete. Ekel war Polańskis erster englischsprachiger Film, der nach der mit amerikanischen Geldern finanzierten Komödie Tanz der Vampire (1967) für seine nächsten Projekte nach Hollywood ging. Hatten sich Antonioni und Polański bewusst für das Vereinigte Königreich als Schauplatz ihrer Filme entschieden, drehte der französische Regisseur François Truffaut 1966 den Science-Fiction-Film Fahrenheit 451 in den britischen Pinewood Studios alleine aus finanziellen Gründen, da er in Frankreich keine Geldgeber für seine Verfilmung von Ray Bradburys gleichnamigen Roman gefunden hatte. Fahrenheit 451 blieb Truffauts einziger englischsprachiger Film.

##### Agentenfilme
Die erfolgreichste britische Filmreihe der 1960er Jahre entstand ebenfalls mit Geldgebern aus den Vereinigten Staaten. Die amerikanischen Produzenten Harry Saltzman und Albert R. Broccoli hatten 1960 die Verfilmungsrechte für Ian Flemings James-Bond-Romane erworben und zu diesem Zweck die britische Gesellschaft Eon Productions gegründet. 1962 entstand als Koproduktion mit United Artists James Bond – 007 jagt Dr. No, der sich als so profitabel erwies, dass nur ein Jahr später mit Liebesgrüße aus Moskau ein zweiter Film produziert wurde. 1964 wurde mit Goldfinger der bislang erfolgreichste James-Bond-Film veröffentlicht. Trotz eines deutlich gestiegenen Budgets spielte Goldfinger innerhalb von nur zwei Wochen seine Kosten wieder ein.
Die extravagante Ausstattung und die von den bisherigen Konventionen des Spionagefilms abrückende Handlung in Goldfinger erwiesen sich als stilprägend und lösten ein weltweites „Bondfieber“ aus. Der von Sean Connery verkörperte James Bond wurde zu einer Ikone der 1960er Jahre und zu einem der erfolgreichsten Franchises der Filmgeschichte. Connery spielte den Agenten 007 in zwei weiteren Filmen, Feuerball (1965) und Man lebt nur zweimal (1967), bevor er nach einem Streit mit den Produzenten durch den Australier George Lazenby ersetzt wurde. Im Geheimdienst Ihrer Majestät konnte 1969 nicht an die vorigen Erfolge anknüpfen, so dass Lazenby keine zweite Chance als Bond erhielt. Sean Connery kehrte 1971 für den Film Diamantenfieber zurück, bevor Roger Moore die Rolle für die nächsten zwölf Jahre übernahm.
Der Erfolg der Bond-Filme löste eine Welle von Agenten- und Spionagefilmen aus. James Bond 007 fand zahlreiche Nachahmer im europäischen Kino (OSS 117 in Frankreich, Jerry Cotton in Deutschland) und in Hollywood, wo James Coburn als Derek Flint und Dean Martin als Matt Helm Geheimagenten mimten. Als britische Parodie entstand die Agentenkomödie Dolche in der Kasbah (1965) mit David Niven, der auch als einer von zahlreichen „James Bonds“ in der Persiflage Casino Royale (1967) auftrat. Ralph Thomas wiederbelebte die Figur des Privatdetektivs Bulldog Drummond in den James-Bond-Parodien Heiße Katzen (1967) und Some Girls Do (1969).
Ein realistisches Bild der Agententätigkeit während des Kalten Kriegs lieferten Spionagefilme wie Michael Andersons Das Quiller-Memorandum – Gefahr aus dem Dunkel (1966) oder der nach einem Roman von John le Carré entstandene Thriller Der Spion, der aus der Kälte kam (1965). 1965 wurde Len Deightons Roman Ipcress – streng geheim verfilmt, der mit dem bebrillten Harry Palmer einen Gegenpol zu James Bond bot. Dargestellt wurde Palmer von Michael Caine, der zuvor in dem historischen Kriegsfilm Zulu seine erste größere Rolle hatte. Caine stieg mit dieser Rolle zu einem der bekanntesten britischen Schauspieler der späten 1960er Jahre auf, der auch in Komödien wie Der Verführer läßt schön grüßen (1966) und Charlie staubt Millionen ab (1969) überzeugte. Er spielte Harry Palmer 1966 und 1967 in den Fortsetzungen Finale in Berlin und Das Milliarden-Dollar-Gehirn sowie Mitte der 1990er Jahre in zwei weniger beachteten Filmen.

##### Blick auf London
Zur selben Zeit als James Bond zu einem weltweiten Phänomen wurde, produzierte United Artists 1964 mit Richard Lesters Yeah! Yeah! Yeah! (Originaltitel: A Hard Day’s Night) das Filmdebüt der Beatles. A Hard Day’s Night markierte den Höhepunkt der „Beatlemania“; erstmals in der Geschichte wurde ein Film weltweit mit mehr als 1500 Kopien vertrieben.
Musikfilme waren zu dem Zeitpunkt bereits ein etabliertes Genre im britischen Film; seit den späten 1950er Jahren hatten Stars wie Tommy Steele oder Adam Faith regelmäßige Leinwandauftritte. Anfang der 1960er Jahre konnte Cliff Richard seine Erfolge in den Musik-Charts mit den Komödien Hallo, Mr. Twen! (1961) und Holiday für dich und mich (1963) an der Kinokasse wiederholen. A Hard Day’s Night unterschied sich aber stilistisch und inhaltlich von diesem Popmusicals und wurde gerade deswegen von der zeitgenössischen Kritik gefeiert. Lester hat aus finanziellen und zeitlichen Gründen A Hard Day’s Night als Mockumentary im Cinéma-vérité-Stil gedreht und dabei in der Präsentation der einzelnen Musikstücke die Entwicklung des modernen Musikvideos vorweggenommen.
Auf A Hard Day’s Night folgte 1965 der Beatles-Film Hi-Hi-Hilfe!, ebenfalls unter der Regie von Richard Lester. Im selben Jahr veröffentlichte John Boorman sein Regiedebüt Fangt uns, wenn ihr könnt!, in dem er die Dave Clark Five in Szene setzte. Dieser Streifen konnte an die Erfolg von Lesters Filmen nicht heranreichen, erwies sich aber als ähnlich innovativ. Sowohl Fangt uns, wenn ihr könnt! als auch A Hard Day’s Night gelten heute als Dokumente des „Swinging London“ und der darin ausgedrückten Jugendkultur. Spätere Musikfilme mit Gruppen wie Herman’s Hermits folgten dagegen eher dem Schema der Cliff-Richard-Komödien.
Boten die Musikfilme einen unbekümmerten Blick auf London, so hatten andere Filme über das Lebensgefühl der 1960er Jahre ernste Untertöne. Filme wie Richard Lesters Komödie Der gewisse Kniff (1965), Silvio Narizzanos Georgy Girl (1966) oder Albert Finneys Regiedebüt Ein erfolgreicher Blindgänger (1967) zeigten ihre Helden bei den Bemühungen, sich in der neuen Zeit zurechtzufinden. Die Filme wirkten dabei teilweise wie eine Fortsetzung der British New Wave, zumal auch die Stars der Kitchen Sink Dramas auch in diesen Komödien agierten. Julie Christies Oscar-prämierte Rolle in Darling (1965) erinnerte an ihre Figur in John Schlesingers voriger Regiearbeit Geliebter Spinner, repräsentierte aber das gewandelte Frauenbild der 1960er Jahre. Das männliche Gegenstück zu Christies Diana, ein „Don Juan aus der Arbeiterklasse“, war Michael Caines Alfie in Der Verführer läßt schön grüßen (1965). Beide Filme dokumentierten den gelockerten Umgang mit der Sexualität im Vereinigten Königreich nach der Profumo-Affäre.
Ende der 1960er Jahre schwand der Glanz Londons, mit der Hippie-Bewegung entwickelte sich eine einflussreiche Gegenkultur. Unter dem Einfluss der 68er-Bewegung entstanden wieder sozialkritische Filme. Während Tony Richardsons historischer Antikriegsfilm Der Angriff der leichten Brigade eine versteckte Kritik an dem Vietnamkrieg enthielt, drückte sich der revolutionäre Geist der 68er mit Gewalt in Lindsay Andersons If… aus. Andersons Satire bildete den Auftakt einer Trilogie um die von Malcolm McDowell verkörperte Figur Mick Travis, deren Geschichte in Der Erfolgreiche (1973) und Britannia Hospital (1982) weitererzählt wurde. Der ebenfalls 1968 produzierte, aber erst 1970 veröffentlichte Film Performance von Nicolas Roeg, in dem Mick Jagger einen heruntergekommenen Popstar spielte, bildete schließlich mit seinem zynischen und pessimistischen Grundton ein Gegenbild zu A Hard Day’s Night ab.
Zuvor waren nach dem Ende der New Wave sozialkritische Themen dem Fernsehen vorbehalten. Peter Watkins’ Dokufiktion The War Game wurde 1965 ursprünglich für die BBC-Reihe The Wednesday Play produziert, erschien der BBC aber als zu gewaltsam, weshalb der Film nur im Kino gezeigt wurde. The War Game wurde mit einem Oscar ausgezeichnet und erwies sich als einer der einflussreichsten britischen Dokumentarfilme der Nachkriegszeit. Ebenfalls im Rahmen der Reihe The Wednesday Play entstand 1966 das Doku-Drama Cathy Come Home, das zu einem der meistdiskutierten Filme der britischen Fernsehgeschichte wurde und dem Regisseur Ken Loach die Verwirklichung eigener Kinoprojekte ermöglichte. Loachs zweiter Spielfilm, das in der Bergarbeiterstadt Barnsley angesiedelte Sozialdrama Kes, wurde zu einem Klassiker des britischen Jugendfilms.